# Саркісов Саркіс Артемович
Саркі́сов Саркі́с Арте́мович (Даніелян) (14 лютого 1898, місто Шуша Єлизаветпольської губернії, тепер Нагірний Карабах — розстріляний 2 вересня 1937, Київ) — радянський партійний діяч. Член ЦК КП(б)У в квітні 1933 — серпні 1937 року. Член Політичного бюро ЦК КП(б)У в листопаді 1933 — травні 1937 року. Кандидат у члени Політичного бюро ЦК КП(б)У в червні — серпні 1937 року. Кандидат у члени ЦК ВКП(б) у лютому 1934 — жовтні 1937 року.

## Життєпис
Народився в родині робітника-мідника. У 1916 році закінчив Шушинську вірменську духовну семінарію, у 1917 році закінчив перший курс Ечміадзінської вірменської духовної академії «Геворгян».
Член РСДРП(б) з березня 1917 року.
У березні 1917 — вересні 1918 року — член Шушинського міського комітету РСДРП(б), секретар Шушинської міської партійної організації. У жовтні 1918 — вересні 1919 року — член президії Бакинського міського комітету РКП(б), редактор вірменської газети «Вісті Бакинської ради» в місті Баку. У жовтні — грудні 1919 року — на еміграції в місті Ензелі в Персії.
У грудні 1919 — березні 1920 року — член президії, голова Бакинського міського комітету РКП(б), а у березні 1920 — червні 1921 року — секретар Бакинського міського комітету РКП(б).
У липні 1921 — листопаді 1925 року — секретар Московсько-Нарвського районного комітету РКП(б) у місті Петрограді, завідувач організаційного відділу Петроградського (Ленінградського) губернського комітету РКП(б).
У грудні 1925 — квітні 1927 року — завідувач відділу друку Північно-Кавказького крайового комітету ВКП(б) у Ростові-на-Дону. У жовтні 1927 року був виключений з ВКП(б) — «за активну участь в опозиційному блоці» — як прихильник троцькістської течії. У листопаді 1928 року відновлений в членах ВКП(б).
У травні 1928 — грудні 1929 року — заступник голови Центрально-Чорноземної обласної споживспілки, голова Центрально-Чорноземного обласного коопхлібосоюзу в місті Воронежі.
У січні 1930 — лютому 1932 року — заступник голови Всеросійської центральної спілки «Хлібоцентр» РРФСР, голова Всесоюзної центральної спілки «Хлібтваринництвоцентр». У лютому — вересні 1932 року — начальник Всесоюзної контори «Заготзерно» при РНК СРСР у Москві.
У вересні 1932 — вересні 1933 року — секретар Донецького обласного комітету КП(б)У з постачання. Одночасно 2 березня — вересень 1933 року — 2-й секретар Донецького обласного комітету КП(б)У.
18 вересня 1933 — 24 травня 1937 року — 1-й секретар Донецького обласного комітету КП(б)У.
У квітні — червні 1937 року — начальник комбінату «Донбасвугілля».
7 липня 1937 року заарештований зі звинуваченням у «саботажі стахановського руху», розстріляний. 1956 року посмертно реабілітований та відновлений в партії.

## Родина
З 1921 року був одружений із Євгенією Мартинівною Бор'ян-Ахназаровою.